# 쩌우선 성모 수도원

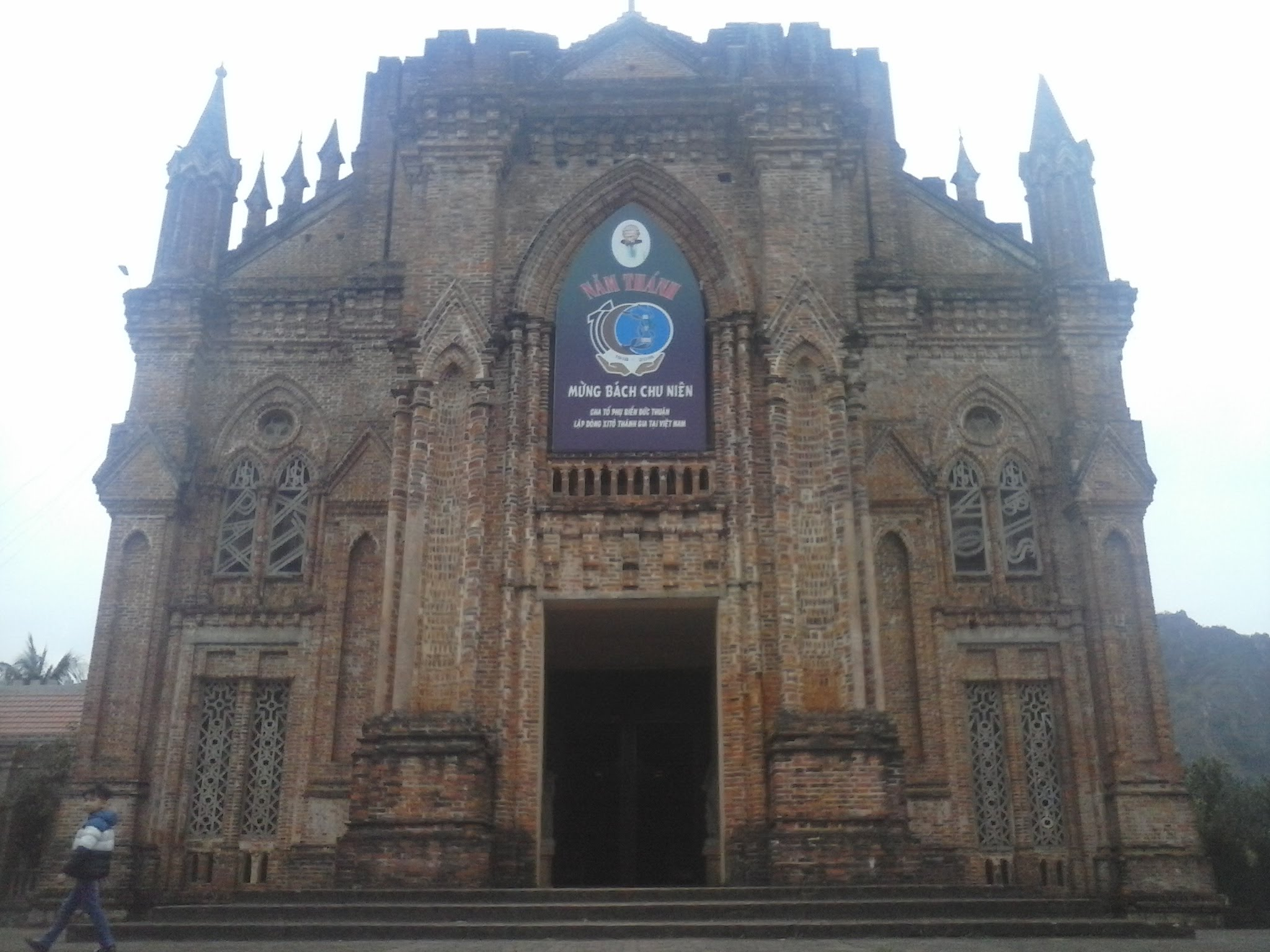
쩌우선 수도원의 정면

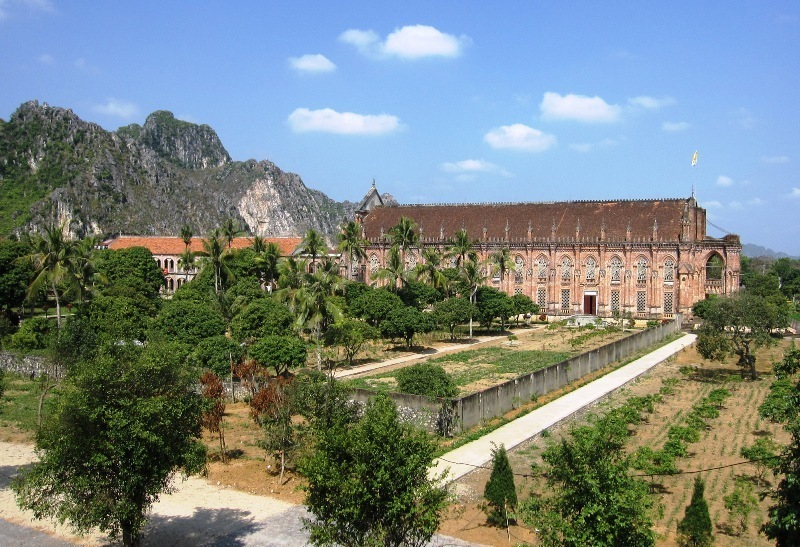
쩌우선 수도원의 정경

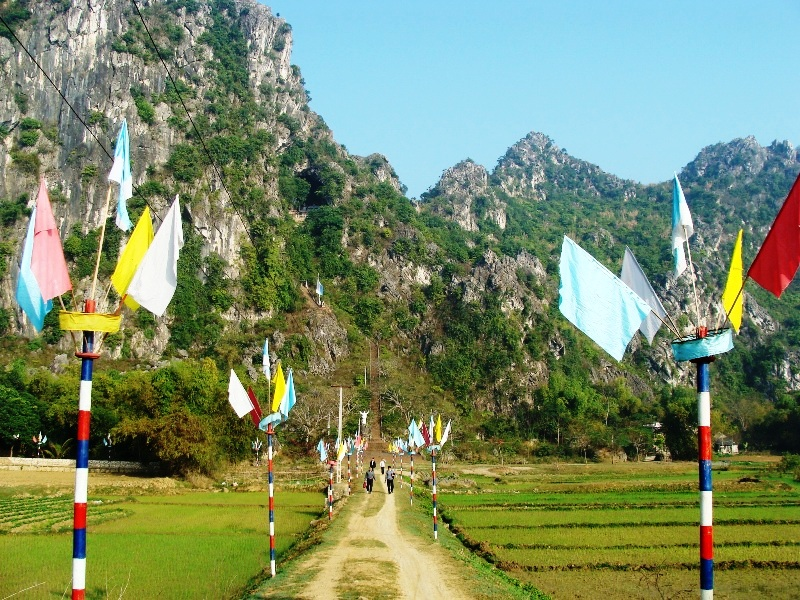
수도원으로 들어오는 길

쩌우선 성모 수도원(Chau Son Holy Mother Monastery, 베트남어: Đan viện Thánh Mẫu Châu Sơn)은 닌빈성 뇨꽌현 푸선사에 위치한 시토회의 수도원이다. 이 수도원은 팟지엠 대성당으로부터 65km, 호알르시로부터 35km, 뇨꽌 시진 중심지에서 2km, 하노이에서 97km 떨어진 곳에 위치해 있다.

## 개요
1936년 8월 15일 건립된 쩌우선 성모 수도원은 사색에 전념하는 수도원으로, 본래 성 마우프억선 수도원으로 선교사 앙리 데니스 비엔 둑 뚜언(Denis Bien Duk Tuan)이 1918년 꽝찌성 푹선에서 건립했다. 최초의 베트남 주교인 요한 바오티씨타 응우옌 바똥(John Baotixitsita Nguyen Ba Tong)이 팟지엠 성당의 종교 시설로 설립을 제안하였다.

## 건설
쩌우선 수도원 성당(Chau Son Course Court Cathle, 1939년 2월 18일 건립)은 동서 축을 따라 위치한 조용한 산악 지대에 위치하고 있으며, 주변 벽의 두께가 최대 0.6m인 고딕 양식으로 설계되었으며, 겨울에는 1.2m 두께의 기둥을 형성하여 따뜻하고, 여름에는 시원하다. 양쪽에서 볼 때 64m 길이의 하이라이트는 작은 비율의 타워로 설계된 기둥이다. 벽은 두 개의 위층과 아래층으로 나뉜 창문으로 조화롭게 장식되어 있으며, 안쪽에는 나무 유리문이 있고, 바깥쪽에는 성인들의 그림, 십자가와 기도를 하고 있는 사람들이 있다.
쩌우선 성당의 특별한 점은 고딕 양식으로 디자인되어 있으며, 주재료는 회반죽이 없는 붉은 벽돌로 되어 있어 또 다른 아름다움을 보여 주고 있고, 정직함, 따뜻함을 가지고 있다.
성당 내부에서 충분한 자연광으로 둥근 기둥을 비추는 커다란 창문을 통해 두 개의 커다란 복도가 있으며, 그것은 고도로 일반화된 장식과 부조가 있다. 높이 21m의 하얀 돔은 성당 중심부에 있는 건축 예술의 정점이다.